# 果核音樂
果核有限公司 （英語：Goahead Music Co. Ltd.）由黃韻玲與鍾興民於2007年成立的唱片製作公司。2007年至2011年委託亞神音樂代理發行，2012年起旗下歌手專輯改為自行發行。

## 旗下藝人
| 男歌手 | 男歌手 | 男歌手 |
| ------ | ------ | ------ |
| 鍾興民 | 蘇孟風 |        |
| 女歌手 |        |        |
| 黃韻玲 |        |        |

## 外部連結
- 果核音樂GoAhead Music的Facebook專頁